# Magyarizsép
Magyarizsép (szlovákul: Nižný Žipov) község Szlovákiában, a Kassai kerület Tőketerebesi járásában.

## Fekvése
Tőketerebestől 12 km-re délnyugatra, a Helmec-patak partján fekszik.

## Története
1221-ben „Isepu” néven említik először. A későbbiekben 1287-ben „Isyp”, 1321-ben „Isopou”, 1329-ben „Isseph” alakban szerepel az írott forrásokban. Kezdetben az Izsépi család birtoka volt, majd 1405-től a Cseley és Doby családoké. 1715-ben 14 lakott és 14 lakatlan háza volt. 1787-ben 109 házában 852 lakos élt.
A 18. század végén Vályi András így ír róla: „Magyar Izsép. Elegyes magyar Helység Zemplén Várm. földes Ura G. Aspermont, és több Uraságok, lakosai elegyesek, fekszik Isztáncsnak, és Cselének szomszédságában, hegyes, völgyes határja, 3 nyomásbéli, gabonát, és árpát terem, erdeje kevés, szőleje nints, rét nélkűl szűkölködik, piatzok Újhelyben, és Kassán van.”
1828-ban 210 háza és 1546 lakosa volt. Lakói főként mezőgazdasággal foglalkoztak. 1831-ben részt vettek a felvidéki parasztfelkelésben.
Fényes Elek 1851-ben kiadott geográfiai szótárában így ír a faluról: „Magyar-Izsép, magyar-orosz falu, Zemplén vmegyében, Isztánczhoz 1/4 órányira: 374 r., 690 g. kath., 456 ref., 63 zsidó lak. Gör. kath. és ref. anya, és r. kath. fiók-szentegyház. Van 1480 hold szántóföldje, erdeje, kevés rétje. F. u. többen. Ut. p. Velejte.”
Borovszky Samu monográfiasorozatának Zemplén vármegyét tárgyaló része szerint: „Magyarizsép, a Helmecz-patak mellett fekvő kisközség, körjegyzőségi székhely, 187 házzal és 1095, nagyobbára tótajkú és gör. kath. vallású lakossal. Posta van a faluban; táv és vasúti állomása Upor. A Bogáth-Radvány nembeli Isépyek ősi birtoka. 1229-ben már Isepy János az ura. 1247-ben a Bogáth-Radvány nemzetség osztálylevelében Pósa birtokaként szerepel. 1284-ben Isyp János comes nevében is említik az egykorú iratok. 1405-ben az Isépy, Cseley és Dobi családok a birtokosai. 1424-ben, a mikor Isep alias Churvgeh alakban van említve, Cseley Annát, Barbel Jánost, egy évvel később pedig Beke Mártont és Ricsei Ambrust iktatják egyes részeibe. 1434-ben Zádorházi László és János, 1435-ben pedig a Dobi és Monaky családok szereznek itt jobbágy-telkeket. 1479-ben Rákóczy Gáspárnak és Menyhértnek s ez időtájt a Lengyel családnak is van itt birtoka. 1511-ben az abarai földesurakat iktatják itt be, 1564-ben Zeremy László és a Cseleyeket. 1570-ben Isép is, Cservégh is külön van említve. Az előbbinek részeibe a leleszi konvent Isépy Sebestyént, az utóbbiba Lippay Jánost iktatja. 1571-ben Persey Miklós, 1575-ben Isépy Ferencz, András és Sebestyén kapnak részben újabb birtokokat, 1583-ban Koncz János és Fekete Péter is földesurai közé tartoznak. Az 1598-iki összeíráskor Isépy György és Márkus, Dobó Ferencz, Monaky Péter és Ferencz, Lelkes László, Gönczler Albert és Vendéghy Péter vannak felsorolva. Azutána Monakyakkal együtt Rákóczy György, 1610-ben Misley András és a Telekessyek is birtokosai. Újabb korban az Aspremont, Hollegancz, Reviczky, Sárossy, Horváth, Tahy, Rozgonyi, Ormos, Cserépy, Némethy, Liszkay, Kozma, Püspöky, Pandák, Fekete, Payzsos, Palásthy, Kolossy, Kácsándy, Bánó, Balogh, Bessenyey, Bydeskuthy, Kovács, Erdődy, Széchenyi, Karsa, Kepes, Szánky és Básthy családok voltak a földesurai. Most gróf Szechenyi Sándornak van itt nagyobb birtoka. Az Isépyek közül az ősi birtok egy részét Isépy Géza, a család nesztora, tartotta meg. 1663-ban a pestis, 1831-ben és 73-ban a kolera pusztította lakosait, kik részt vettek az 1831-iki pórlázadásban is. 1862-ben csaknem az egész falu leégett. Három temploma közül a görög katholikus 1793-ban, a római katholikus 1799-ben s az ev. református 1808-ban épült. A görög katholikus egyháznak 1751-ből származó úrasztali kelyhe van, a református egyháznak pedig egy tányérja és kelyhe 1828-ból. Ide tartozik Bércz-puszta, mely a XV. században községként van említve. Az újabb korban a báró Fischer családé volt, ma pedig báró Vécsey Alfonznak van itt nagyobb birtoka, ló- és agártenyésztése és csinos úrilaka. Sóskút nevű dűlőjén a XV. században Sóskuth község állott fenn, melynek birtokosai szintén az Isépyek voltak. Nevét onnan vette, hogy konyhasós vízforrása van, a mely oly meleg, hogy télen sem fagy be. A község határában avarkori, gyűrűalakú erőditmény maradványai vannak, a hol szántás közben római sisakról való Minerva-fejet is találtak, mely a kassai muzeumban van.”
A falu a 20. század elején a Széchenyi család birtoka. 1920-ig Zemplén vármegye Gálszécsi járásához tartozott.
A területén volt egykori falvak közül Bereczet 1357-ben, Sóskútat 1416-ban, Csövéget 1600-ban említik először.

## Népessége
| Év:            | 1994. | 2004.    | 2014.    | 2024.   |
| -------------- | ----- | -------- | -------- | ------- |
| Emberek száma: | 1193  | 1350     | 1503     | 1496    |
| Eltérés:       |       | +13,16 % | +11,33 % | -0,46 % |

| Év:            | 2023. | 2024.   |
| -------------- | ----- | ------- |
| Emberek száma: | 1477  | 1496    |
| Eltérés:       |       | +1,28 % |

1890-ben 1049 lakosából 796 szlovák és 142 magyar anyanyelvű volt.
1890-ben 1014 lakosából 821 szlovák és 110 magyar anyanyelvű volt.
1900-ban 1095 lakosából 827 szlovák és 209 magyar anyanyelvű volt.
1910-ben 1137-en lakták, ebből 793 szlovák és 342 magyar anyanyelvű.
1921-ben 1074 lakosából 823 csehszlovák és 89 magyar volt.
1930-ban 1119-en lakták: 1020 csehszlovák és 27 magyar.
1991-ben 1213 lakosából 1173 szlovák és 2 magyar volt.
2001-ben 1274 lakosából 1222 szlovák, 42 cigány és 5 magyar volt.
2011-ben 1447 lakosából 1226 szlovák, 26 cigány, 4 magyar, 2 cseh, 1 ukrán és 188 ismeretlen nemzetiségű; ebből 905 római katolikus, 247 görögkatolikus, 56 református, 9 jehovista, 6 evangélikus, 5 pravoszláv, 8 ateista és 211 ismeretlen vallású volt.
2021-ben 1445 lakosából 5 magyar, 27 (+41) cigány, (+1) ruszin, 1330 (+12) szlovák, 10 (+2) egyéb és 73 ismeretlen nemzetiségű volt.

## Neves személyek
- Itt született 1825-ben Palásthy Pál magyar püspök, teológiai tanár és író.

## Nevezetességei
- A Szent Kereszt Felmagasztalása tiszteletére szentelt, római katolikus temploma 1911-ben épült neobarokk stílusban.
- Görögkatolikus temploma 1793-ban készült, későbarokk stílusban.
- Református temploma 1811-ben épült, klasszicista stílusú.
- Északnyugati határrészén halastó található, ásványvízforrása is van.